# Burbank, California
Burbank este un oraș din California, SUA, cu o populație de 105.400.

## Personalități născute aici
- Eric Flint (1947 - 2022), scriitor;
- John Ritter (1948 - 2003), actor;
- Steve Kanaly (n. 1946), actor;
- Mark Harmon (n. 1951), actor;
- Rene Russo (n. 1954), actriță;
- Carrie Fisher (1956 - 2016), actriță;
- Tim Burton (n. 1958), regizor, scenarist;
- Eddie Cibrian (n. 1973), actor;
- Kelly Blatz (n. 1987), actor, cântăreț;
- Tanner Buchanan (n. 1998), actor;
- Darcy Rose Byrnes (n. 1998), actriță, cântăreață.